# Amaretto (liquore)

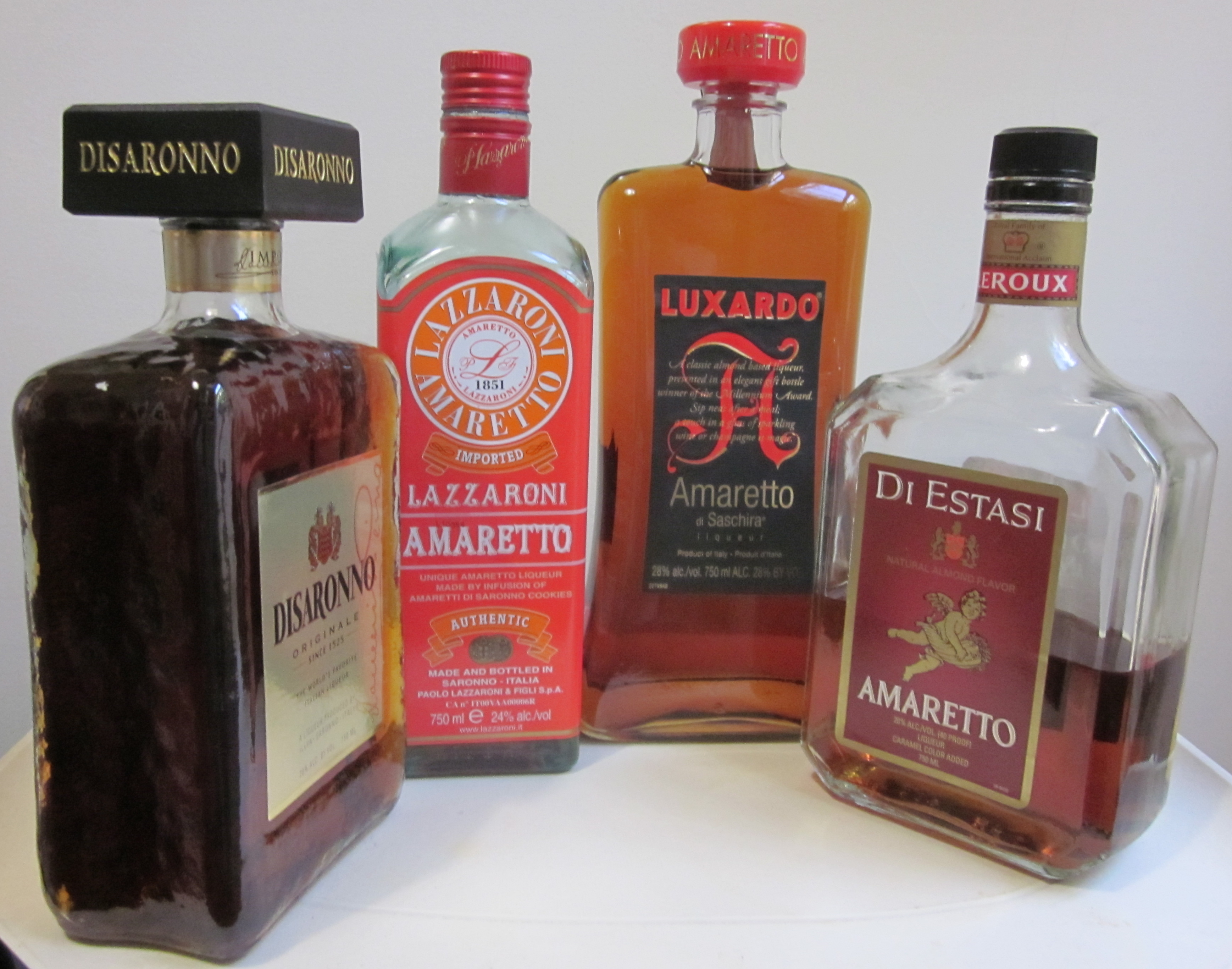
Bottiglie di amaretto

L'amaretto è un liquore aromatico a base di erbe e mandorle amare e altri ingredienti come ciliegie, prugne, cacao, erbe diverse e zucchero. Il più noto è quello di Saronno (in Provincia di Varese).
Nonostante il nome, l'amaretto non appartiene alla categoria degli amari, essendo per l’appunto un liquore.

## Storia
Come molte ricette a base di mandorle, è di antica tradizione e affonda le sue origini nel 1500. Nella città di Saronno venne commissionato al pittore Bernardino Luini un affresco che ritrae la Madonna e l'Adorazione dei magi. L'affresco è tutt'oggi visibile nel Santuario della Beata Vergine dei Miracoli. La leggenda narra che nel periodo in cui il pittore soggiornò a Saronno alloggiasse presso una locandiera dotata di particolare bellezza, di cui si innamorò al punto da usarla come modella per la sua Madonna. Per ringraziarlo, lei gli offrì un elisir di erbe, zucchero tostato, mandorle amare e brandy che venne immediatamente apprezzato e si diffuse in pochissimo tempo. Il liquore mantenne quindi un significato di affezione e amicizia ed è oggi uno dei prodotti italiani più diffusi all'estero. Il suo nome non viene tradotto e resta invariato in tutte le lingue.
Nella città di Saronno hanno sede due storici stabilimenti, uno dell'azienda ILLVA Saronno, che produce il liquore con il marchio "Disaronno", e uno dell'azienda Paolo Lazzaroni & Figli, che lo produce con il marchio "Amaretto Lazzaroni 1851".

## Caratteristiche
Il liquore amaretto non è un distillato ma un preparato per infusione in base alcolica, come il nocino o il limoncello. Per tale motivo è molto diffusa anche la preparazione casalinga che ha diverse varianti; la più diffusa prevede anche l'utilizzo di albicocche, oltre alle mandorle amare. Il liquore ha una gradazione alcolica di 28 gradi e un sapore che ricorda alla lontana il marzapane.

## Consumo
Viene bevuto liscio, con o senza ghiaccio e talvolta usato per preparare cocktail, come per esempio il Messicano, l'Amaretto sour e tre cocktail IBA, ma è prevalentemente indicato a essere miscelato in bevande a base di caffè.

### Cocktail
- French Connection (3,5 cl cognac, 3,5 cl Disaronno)
- Godfather (3,5 cl scotch whisky, 2,5 cl Disaronno)
- Godmother (3,5 cl vodka, 3,5 cl Disaronno)[4]